# Carla Vall i Duran
Carla Vall i Duran (Vilanueva y Geltrú, 4 de abril de 1989) es una abogada penalista, criminóloga y docente española experta en derechos humanos y en el abordaje y prevención de violencias machistas.

## Trayectoria
Se licenció en Derecho por la Universidad Pompeu Fabra y se graduó en Criminología por la Universidad Abierta de Cataluña. Es miembro de la asociación jurídica Dones Juristes, y un rostro conocido por sus intervenciones en medios de comunicación donde comenta temas de jurisprudencia y feminismos.
Desde 2022 co-coordina, el Departamento contra los abusos de la Acadèmia de Cinema de Català. Entre los casos más conocidos en los que ha actuado como abogada el procedimiento de la ilustradora Paula Bonet contra el hombre que la acosó durante tres años, las diez denuncias de abuso en el Aula de Teatro de Lérida, cuya historia fue recogida el documental "El techo amarillo"  de Isabel Coixet o en 2023 el caso Rubiales como abogada de Jennifer Hermoso.
En 2022 se publicó su primer libro, Romper en caso de emergencia, una obra que actúa de guía orientativa para personas que han sufrido violencia machista. En marzo de ese mismo año redactó el epílogo del libro Qui va matar l'Helena Jubany?, un reportaje novelado del periodista Yago García sobre el asesinato de Helena Jubany en 2001.

## Publicaciones
en español:
- 2022 – Romper en caso de emergencia. Anatomía de la violencia machista. Un libro necesario. Catedral Editorial. ISBN 9788418800016.

en catalán:
- Trenqueu en cas d'emergència: Manual per a víctimes i supervivents de violències masclistes. Espanya: Univers Llibres, 2022. ISBN 978-8418375897.
- No mentiràs. Barcelona: Fragmenta Editorial, 2024. ISBN 978-84-10188-01-3.
- A la foguera! Desmuntant el mite de les bruixes. Ara Llibres, 2024. ISBN 978-84-1173-050-1.

## Premios y reconocimientos
- 2022 Premio Menina. Categoría "Justicia feminista" de la Delegación del Gobierno contra la violencia de género. Ministerio de Igualdad.[14]